# Anna Fernstädt
Anna Fernstädt alternativt Anna Fernstädtová, född 23 november 1996, är en tjeckisk-tysk idrottare som tävlar i skeleton.
Hon har vunnit en bronsmedalj i 2017 års världsmästerskap. Fernstädt har också deltagit i Olympiska vinterspelen 2018 men där blev det ingen medalj. Mellan 2013 och 2018 tävlade hon för Tyskland och från och med säsongen 2018–2019 tävlar hon för sitt födelseland Tjeckien.
Vid VM 2025 i Lake Placid tog Fernstädt brons i damernas tävling. Hon blev den första VM-medaljören genom tiderna i damernas tävling från Tjeckien.
Hon arbetade till vardags för förbundslandet Bayerns Landespolizei när hon representerade Tyskland.